# Thunderbirds 2086
Thunderbirds 2086 (科学救助隊テクノボイジャー, Kagaku kyûjo-tai TechnoVoyager, let. Scientific Rescue Team TechnoVoyager) is een Japanse animeserie gebaseerd op Gerry Andersons Supermarionationserie Thunderbirds. De serie werd gemaakt naar aanleiding van het succes van Thunderbirds in Japan.
De serie kwam uit in 1982 en liep in totaal 24 afleveringen. De serie zou in theorie een sequel moeten zijn op Gerry Andersons serie, maar veel Thunderbird fans beschouwen Thunderbirds 2086 niet als onderdeel van de Thunderbirds continuïteit. Dit mede omdat noch Gerry, noch Sylvia Anderson betrokken was bij de productie.

## Achtergrond
Thunderbirds 2086 speelt zich ongeveer 60 jaar na de originele serie af en draait om de Thunderbirds, een reddingsteam dat werkt voor de International Rescue organisatie (IRO). In tegenstelling tot de originele organisatie uit Thunderbirds, wat in feite een kleinschalig familiebedrijf was, is de IRO nu een wereldwijd vertakte organisatie onder leiding van de Federatie, de 2086 versie van de Verenigde Naties. Er worden geen directe verbanden gelegd tussen de twee series, maar aangenomen kan worden dat de originele International Rescue is uitgegroeid tot deze 2086 incarnatie in de afgelopen 20 jaar. De Tracy familie wordt in de serie niet genoemd.
In de animatieserie staat het team zelf bekend als “De Thunderbirds”, terwijl in de originele serie dit enkel de naam van de machines was. Qua verhaalopzet is de animatieserie gelijk aan de originele serie: in elke aflevering vindt een ramp plaats (natuurlijk of opzettelijk), waarna de Thunderbirds te hulp moeten komen. In tegenstelling tot de originele serie heeft de animatieserie ook een aparte verhaallijn die draait om een onafhankelijk team genaamd Shadow Axis, dat zich ooit los heeft gemaakt van de IRO en nu geleid wordt door de mysterieuze Star Crusher. In de serie wordt regelmatig gesuggereerd at deze Star Crusher geen mens is, maar een alien.

## Basis
Net als in de originele serie is IRO’s hoofdkwartier gelegen op een eiland in de Grote Oceaan. Sommigen denken zelfs dat dit het originele Tracy Eiland is. Echter, IRO’s hoofdkwartier bestaat uit een kolossale piramide met daarbinnen een complete stad. Net als in de originele serie heeft IRO ook een ruimtestation dat alle radiozenders ter wereld afluistert naar noodoproepen. Maar in plaats van Thunderbird 5, is nu Thunderbird 6 het ruimtestation. Zowel de piramide als Thunderbird 6 zijn het thuis voor duizenden mensen.

## Voertuigen en personages
Net als in de originele serie zijn de voertuigen de sterren van de serie. Maar in plaats van 5 komen in de animatieserie 17 Thunderbirdmachines voor, elk met een andere functie en specialiteit. Ze worden net als in de originele serie bij nummer genoemd: TB1, TB2, enz..
Hoewel IRO duizenden medewerkers heeft, draait de serie om een groepje van 5 personages die om een of andere reden telkens uit worden gekozen voor een missie. In het introfilmpje worden ze beschreven als rekruten, maar in de serie zelf hebben ze de rang van kapitein.
De organisatie wordt geleid door commandant Jared Simpson. Hij is in feit de Jeff Tracy van de animatieserie. Hij heeft een neefje genaamd Skipper Simpson.
- Thunderbird 1 is een vliegtuig dat qua opbouw doet denken aan een spaceshuttle. Kan de ruimte in reizen, en kan combineren met Thunderbirds 2 en 3 om een groter voertuig te vormen. Wordt bestuurd door kapitein Dylan Beyda.

- Thunderbird 2 is een groot transportvoertuig, gelijk in functie aan de originele Thunderbird 2. Alleen is deze Thunderbird 2 meer blauw dan groen gekleurd, en slaat de kleinere reddingsvoertuigen op in een vaste laadruimte in plaats van losse capsules. TB2 kan eveneens de ruimte in. Wordt bestuurd door zowel kapitein Jesse Rigle als kapitein Jonathon Jordan Jnr.

- Thunderbird 3 is een APC-achtig mobiel commandocentrum dat vanaf de grond de situatie analyseerd. Kan in tweeën splitsen en combineren met TB1 en TB2 voor transport. Wordt bestuurd door kapitein Grant Hanson, de oudste en daarmee leider van de Thunderbirds.

- Thunderbird 4 is net als de originele Thunderbird 4 een gele duikboot, maar veel groter. Sterker nog, deze Thunderbird 4 is te groot om door Thunderbird 2 vervoerd te worden en vaart daarom altijd zelf naar de gevarenzone. Wordt bestuurd door kapitein Kallan James, de enige vrouw in het Thunderbirds team.

- Thunderbird 5 is een groot voertuig dat in staat is onder de grond te reizen. Lijkt qua opbouw sterk op de Mole uit de originele serie. TB5 is echter een stuk groter dan de Mole, maar kan nog wel door TB2 worden vervoerd.

- Thunderbird 6 is de grootste van de Thunderbird machines. Het is een massief ruimtestation met dezelfde functie als Thunderbird 5 in de originele serie. TB6 wordt bemand door honderden, zo niet duizenden, IRO medewerkers en wordt daarom vaak omschreven als een zwevende stad.

- Thunderbirds 7 en 8 zijn beide snelle onderscheppingvliegtuigen die kunnen worden vervoerd in zowel TB1 als TB2. Het enige verschil tussen de twee is dat TB 8 een VTOL mogelijkheid heeft.

- Thunderbird 9 is een robot gebruikt voor reparaties en upgradewerkzaamheden. Wordt altijd naar de plaats van bestemming gebracht door een ander voertuig.

- Thunderbird 10 is een uitzonderlijk snel ruimteschip die snelheden kan bereiken tot Mach 176. Wordt vooral gebruikt voor razendsnel vervoer van de Aarde naar andere planeten.

- Thunderbird 11 is een gepantserd hogesnelheidsvoertuig voor op de grond. Wordt vervoerd aan boord van TB3. Dit voertuig kwam in de serie niet voor, maar werd wel genoemd in de 1983 Annual.

- Thunderbird 12 is een bulldozerachtig voertuig dat zeer zware voorwerpen kan verplaatsen.

- Thunderbird 13 is een kleinere duikboot die normaal staat opgeslagen aan boord van TB4. Is bedoeld om plaatsen te bereiken die te klein zijn voor TB4.

- Thunderbird 14 verschijnt nooit in de serie, maar wordt wel in een aflevering genoemd. Het is een bathyscaaf gemaakt voor afreizen naar zeer grote dieptes.

- Thunderbirds 15 en 16 zijn kleine grondvoertuigen opgeslagen in TB3. TB15 is in feite een kleine versie van TB5, en daarmee gelijk aan de Mole uit de originele serie. TB16 is een verkenningsvoertuig.

- Thunderbird 17 is een enorm ruimtevaartuig dat in omvang alleen wordt overtroffen door TB6. TB17 kan op TB6 na alle andere Thunderbird voertuigen vervoeren en wordt vooral gebruikt voor missies op andere planeten.

## Afleveringen
1. Firefall
2. Computer Madness
3. One of a Kind
4. Snowbound
5. Space Warriors
6. Sunburn
7. Fear Factor
8. Fault Line
9. Shadow Axis
10. Star Crusher
11. Shockwave
12. Guardian
13. Thunderbolt
14. Big Deal
15. Kudzilla
16. Nightmare
17. Cloudburst
18. Crusader
19. Metal Head
20. Stardive
21. Mind Meld
22. Trial
23. Child’s Play
24. UFO